# ۶۶۰ (میلادی)

## رویدادها
- سویت‌هلم پس از سایگ‌برت پادشاه اسکس گردید.
- حسن مجتبی و معاویه صلح کردند.